# Мейджор (округ, Оклахома)
Шаблон:StateAbbr_ 36°19′ пн. ш. 98°32′ зх. д. / 36.31° пн. ш. 98.54° зх. д.
Округ  Мейджор (англ. Major County) — округ (графство) у штаті  Оклахома, США. Ідентифікатор округу 40093.

## Історія
Округ утворений 1907 року.

## Демографія
За даними перепису 
2000 року 
загальне населення округу становило 7545 осіб, усе сільське.
Серед мешканців округу чоловіків було 3683, а жінок — 3862. В окрузі було 3046 домогосподарств, 2209 родин, які мешкали в 3540 будинках.
Середній розмір родини становив 2,92.
Віковий розподіл населення поданий у таблиці:
| Стать    | До 15 років | 15-21 | 22-29 | 30-39 | 40-49 | 50-65 | 65-85 | Понад 85 |
| -------- | ----------- | ----- | ----- | ----- | ----- | ----- | ----- | -------- |
| Чоловіки | 767         | 372   | 238   | 427   | 614   | 648   | 543   | 74       |
| Жінки    | 714         | 325   | 275   | 460   | 576   | 664   | 692   | 156      |

## Суміжні округи
- Алфалфа — північний схід
- Гарфілд — схід
- Кінгфішер — південний схід
- Блейн — південь
- Дьюї — південний захід
- Вудворд — захід
- Вудс — північний захід

## Виноски
1. ↑  U.S. Decennial Census. United States Census Bureau. Архів оригіналу за 19 липня 2018. Процитовано 21 лютого 2015.
2. ↑  Historical Census Browser. University of Virginia Library. Архів оригіналу за 11 серпня 2012. Процитовано 21 лютого 2015.
3. ↑  Forstall, Richard L., ред. (27 березня 1995). Population of Counties by Decennial Census: 1900 to 1990. United States Census Bureau. Архів оригіналу за 19 лютого 2015. Процитовано 21 лютого 2015.
4. ↑  Census 2000 PHC-T-4. Ranking Tables for Counties: 1990 and 2000 (PDF). United States Census Bureau. 2 квітня 2001. Архів оригіналу (PDF) за 18 грудня 2014. Процитовано 21 лютого 2015.
5. ↑  State & County QuickFacts. United States Census Bureau. Архів оригіналу за 6 червня 2011. Процитовано 9 листопада 2013.(англ.) Наведено за англійською вікіпедією.
6. ↑  American FactFinder. Бюро перепису населення США. Архів оригіналу за 26 лютого 2012. Процитовано 31 січня 2008.

| США | Це незавершена стаття з географії США. Ви можете допомогти проєкту, виправивши або дописавши її. |